# Municipio de Scott (condado de Lonoke)
El municipio de Scott (en inglés: Scott Township) es un municipio ubicado en el condado de Lonoke en el estado estadounidense de Arkansas. En el año 2010 tenía una población de 92 habitantes y una densidad poblacional de 1,69 personas por km².

## Geografía
El municipio de Scott se encuentra ubicado en las coordenadas 34°41′37″N 91°48′14″O / 34.69361, -91.80389. Según la Oficina del Censo de los Estados Unidos, el municipio tiene una superficie total de 54.32 km², de la cual 52,54 km² corresponden a tierra firme y (3,28 %) 1,78 km² es agua.

## Demografía
Según el censo de 2010, había 92 personas residiendo en el municipio de Scott. La densidad de población era de 1,69 hab./km². De los 92 habitantes, el municipio de Scott estaba compuesto por el 93,48 % blancos, el 6,52 % eran de otras razas. Del total de la población el 14,13 % eran hispanos o latinos de cualquier raza.